# Potápěčský zvon

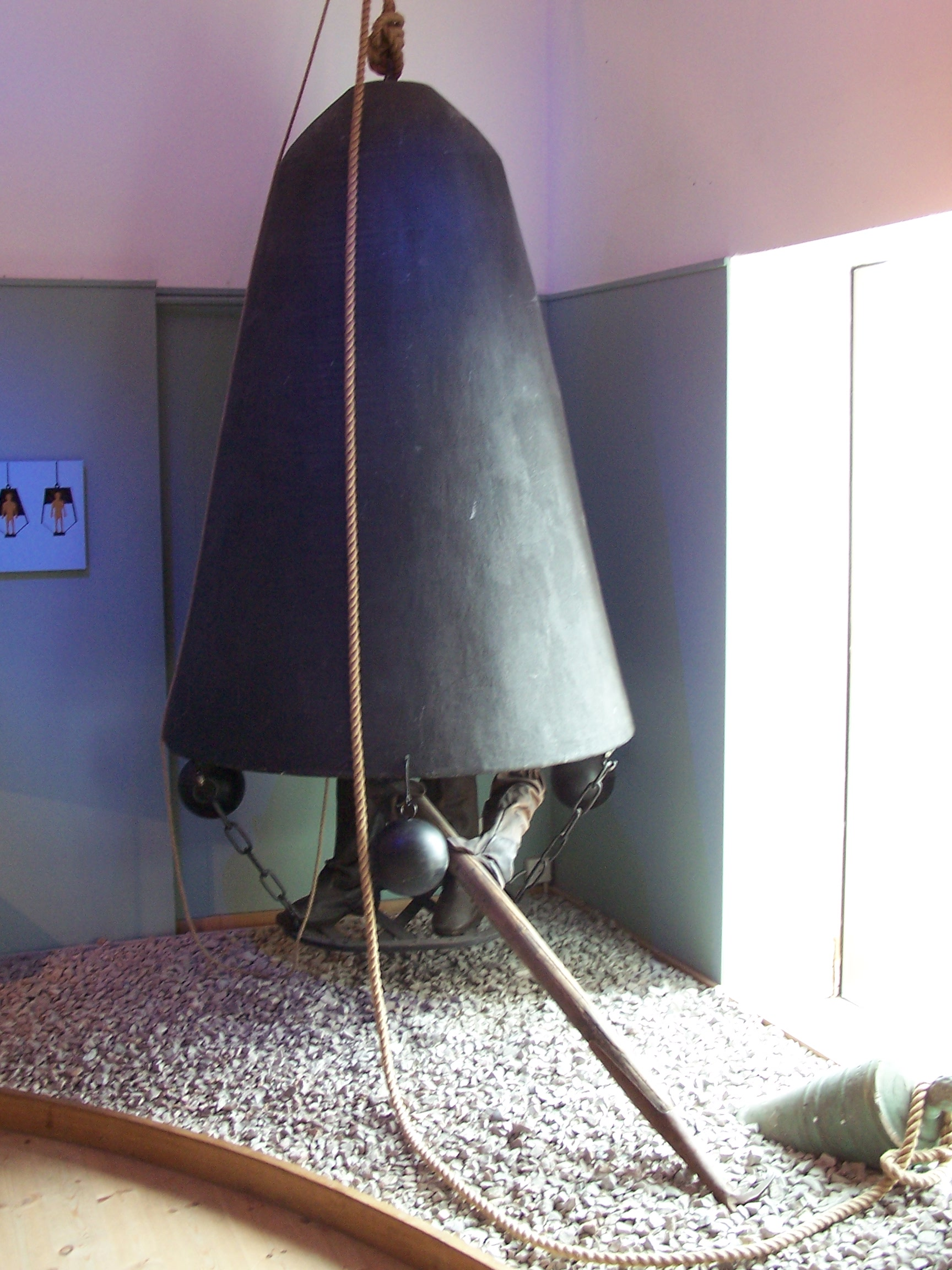
Potápěčský zvon

Potápěčský zvon je zdola otevřená nádoba naplněná vzduchem, která umožňuje pobyt a práci pod vodou.

## Historie
Ve své nejjednodušší podobě se jedná o nejstarší známé zařízení pro delší práci pod vodou. Je popisován už Aristotelem ve 4. století př. n. l..
V roce 1535 Guglielmo de Lorena vyrobil a použil zařízení podobné moderním zvonům. Potápěčský zvon byl také využit pro vyzvednutí děl švédské bitevní lodě Vasa krátce po jejím potopení v roce 1628.
V roce 1690 navrhl Edmund Halley zvon moderní konstrukce vybavený i okny pro výzkum mořského dna. Vzduch měl být do něj dopravován v zatížených sudech.

## Původní použití
Princip objevili pavouci rodů Argyroneta a Desis, kteří užívají podvodní úkryty utkané z pavoučího vlákna. Zvláště vodouch stříbřitý (Argyroneta aquatica) je používá k trvalému pobytu. Hnízdo zásobuje vzduchovými bublinami zachycenými pomocí chloupků. 

## Moderní použití
Na principu potápěčského zvonu jsou budována i pokusná podmořská obydlí. Při zakládání vodních staveb se používá speciální typ zvonu, nazývaný keson.